# Pseudobiceros gloriosus
Planaire glorieuse
Espèce
Pseudobiceros gloriosus (en français Planaire glorieuse) est une espèce de vers plats polyclades marins du genre Pseudobiceros et de la famille des Pseudocerotidae.

## Description
Ce ver plat mesure jusqu'à 8 cm. Sa face dorsale est d'aspect lisse, la bordure externe du corps est très ondulée.
La teinte dominante du corps est dans les tons noirs avec un liseré tricolore sur la périphérie extérieure.
En partant de l'intérieur vers le bord extérieur, le premier liseré est de couleur orange, le second rose et le dernier violet. Les grand spécimens peuvent avoir une fine ligne médiane rose. La face ventrale est de teinte identique à la face dorsale.
Les pseudo-tentacules sont bien visibles et sont formées de replis du bord externe.
Les taches oculaires sont nombreuses (environ 200) et disposées en U, le long pharynx est à pliure simple et ce ver plat possède deux organes copulateurs mâles.

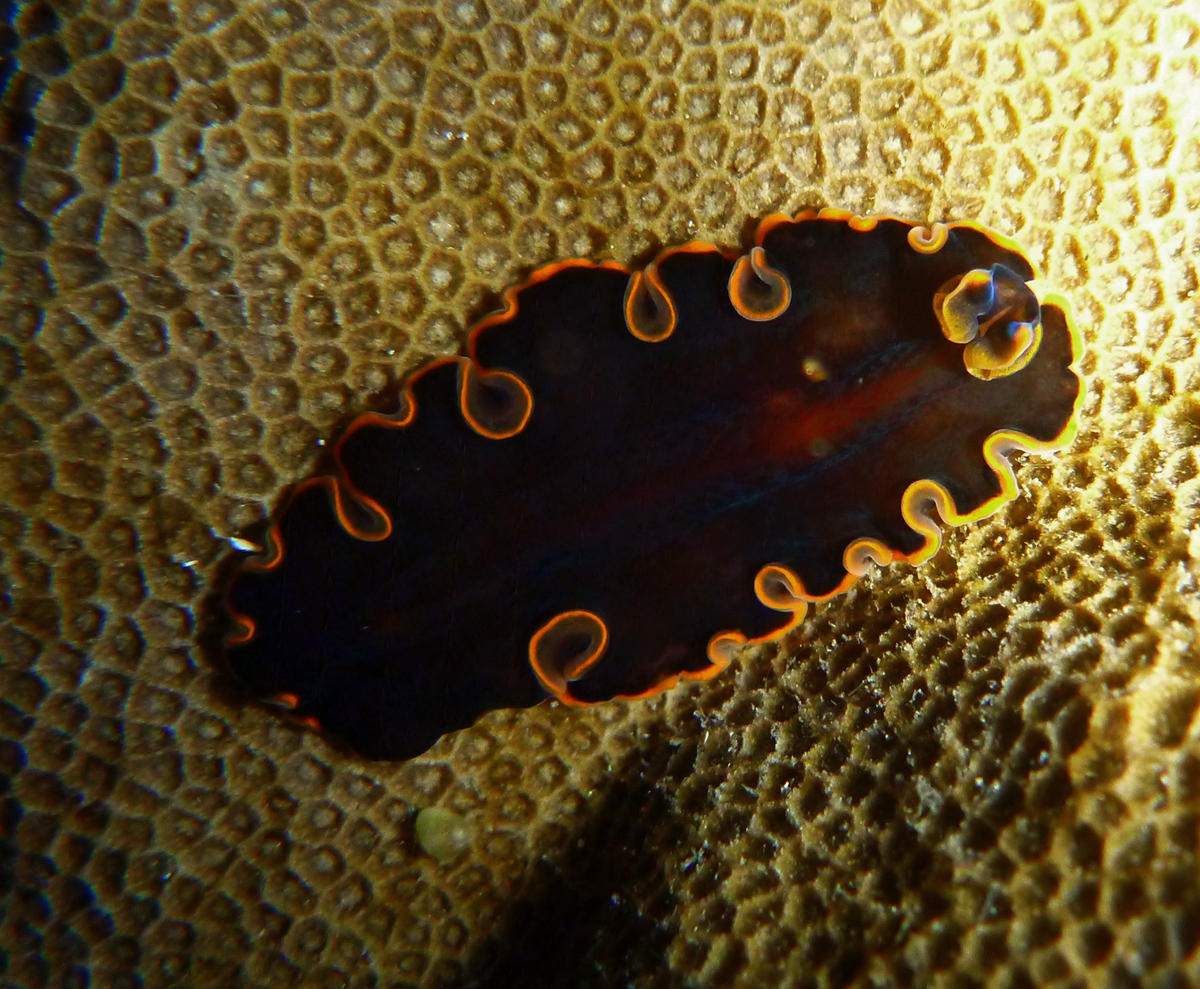
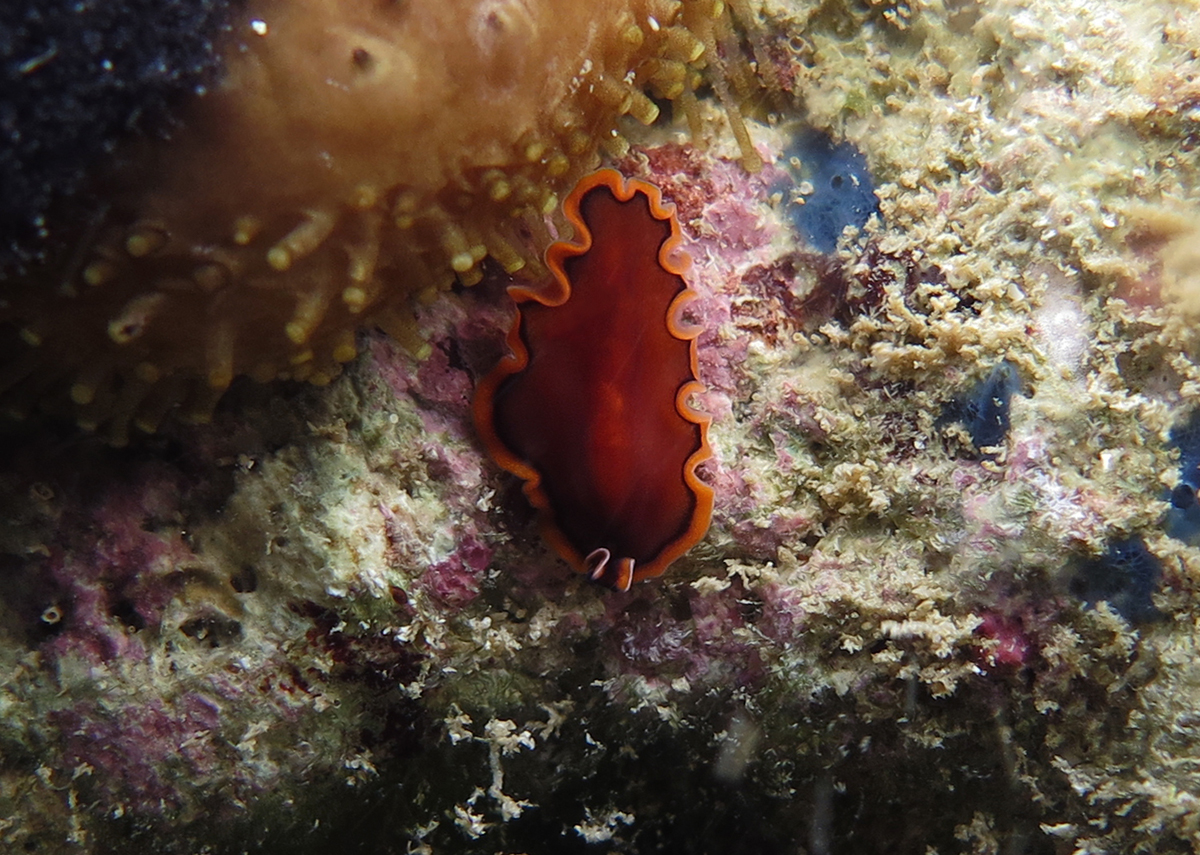
Juvénile

## Écologie et comportement

### Éthologie
Ce ver benthique et diurne, se déplace à vue sans crainte d'être pris pour une proie.

### Alimentation
Le ver plat glorieux se nourrit d'une multitude d'invertébrés comme les gastéropodes et des petits crustacés qu'il enveloppe entièrement avec son pharynx.

## Habitat et répartition

### Répartition
Cette espèce se rencontre dans la zone tropicale indo-pacifique, des Maldives aux Fidji.

### Habitat
Son habitat est la zone récifale sur les sommets ou sur les pentes.

## Systématique
Le nom valide complet (avec auteur) de ce taxon est Pseudobiceros gloriosus Newman & Cannon, 1994.
Il est nommé Planaire glorieuse ou ver plat glorieux en français.